# 国营种羊场
国营种羊场是中国内蒙古自治区赤峰市敖汉旗曾下辖的一个类似乡级单位。种羊场是隶属于赤峰市农牧业局领导的国营事业单位，内部实行企业管理:318。
种羊场始建于1951年，是繁育敖汉细毛羊的原种场。1993年，中国农业部认定种羊场为国家级重点种畜场:318。

## 行政区划
国营种羊场下辖以下地区：
羊场社区、一分场、二分场、三分场、四分场、五分场和六分场。